# Mesabolivar
Genre
Synonymes
- Mesabolivari González-Sponga, 1998
- Kaliana Huber, 2000
- Teuia Huber, 2000
- Rioparaguanus González-Sponga, 2005
- Autana González-Sponga, 2011
- Caruaya González-Sponga, 2011

Mesabolivar est un genre d'araignées aranéomorphes de la famille des Pholcidae.

## Distribution
Les espèces de ce genre se rencontrent en Amérique du Sud.

## Liste des espèces
Selon World Spider Catalog (version 19.0, 22/03/2018) :
- Mesabolivar acrensis Huber, 2018
- Mesabolivar amadoi Huber, 2018
- Mesabolivar amanaye Huber, 2018
- Mesabolivar amazonicus Huber, 2018
- Mesabolivar anseriformis (González-Sponga, 2011)
- Mesabolivar argentinensis (Mello-Leitão, 1938)
- Mesabolivar aurantiacus (Mello-Leitão, 1930)
- Mesabolivar azureus (Badcock, 1932)
- Mesabolivar baianus Huber, 2018
- Mesabolivar banksi (Moenkhaus, 1898)
- Mesabolivar beckeri (Huber, 2000)
- Mesabolivar bico Huber, 2018
- Mesabolivar bicuspis Huber, 2018
- Mesabolivar bonita Huber, 2015
- Mesabolivar borgesi Huber, 2018
- Mesabolivar botocudo Huber, 2000
- Mesabolivar brasiliensis (Moenkhaus, 1898)
- Mesabolivar buraquinho Huber, 2018
- Mesabolivar caipora Huber, 2015
- Mesabolivar camacan Huber, 2018
- Mesabolivar camussi Machado, Yamamoto, Brescovit & Huber, 2007
- Mesabolivar cantharus Machado, Yamamoto, Brescovit & Huber, 2007
- Mesabolivar catarinensis Huber, 2018
- Mesabolivar cavicelatus Machado, Brescovit, Candiani & Huber, 2007
- Mesabolivar ceruleiventris (Mello-Leitão, 1916)
- Mesabolivar chapeco Huber, 2018
- Mesabolivar charrua Machado, Laborda, Simó & Brescovit, 2013
- Mesabolivar claricae Huber, 2018
- Mesabolivar constrictus Huber, 2018
- Mesabolivar cuarassu Huber, Brescovit & Rheims, 2005
- Mesabolivar cyaneomaculatus (Keyserling, 1891)
- Mesabolivar cyaneotaeniatus (Keyserling, 1891)
- Mesabolivar cyaneus (Taczanowski, 1874)
- Mesabolivar delclaroi Machado & Brescovit, 2012
- Mesabolivar difficilis (Mello-Leitão, 1918)
- Mesabolivar eberhardi Huber, 2000
- Mesabolivar embapua Machado, Brescovit & Francisco, 2007
- Mesabolivar exlineae (Mello-Leitão, 1947)
- Mesabolivar forceps Machado, Brescovit, Candiani & Huber, 2007
- Mesabolivar gabettae Huber, 2015
- Mesabolivar giupponii Huber, 2015
- Mesabolivar globulosus (Nicolet, 1849)
- Mesabolivar goitaca Huber, 2015
- Mesabolivar guapiara Huber, 2000
- Mesabolivar guaycolec Huber, 2018
- Mesabolivar huambisa Huber, 2000
- Mesabolivar huanuco Huber, 2000
- Mesabolivar huberi Machado, Brescovit & Francisco, 2007
- Mesabolivar iguazu Huber, 2000
- Mesabolivar inmanis Huber, 2018
- Mesabolivar inornatus Huber, 2015
- Mesabolivar itajai Huber, 2018
- Mesabolivar itapoa Huber, 2015
- Mesabolivar jamari Huber, 2018
- Mesabolivar junin Huber, 2000
- Mesabolivar kaingang Huber, 2018
- Mesabolivar kathrinae Huber, 2015
- Mesabolivar locono Huber, 2000
- Mesabolivar macushi Huber, 2018
- Mesabolivar madalena Huber, 2018
- Mesabolivar mairyara Machado, Brescovit, Candiani & Huber, 2007
- Mesabolivar maraba Huber, 2018
- Mesabolivar maxacali Huber, 2000
- Mesabolivar mimoso Huber, 2018
- Mesabolivar monteverde Huber, 2015
- Mesabolivar murici Huber, 2018
- Mesabolivar nigridentis (Mello-Leitão, 1922)
- Mesabolivar niteroi Huber, 2018
- Mesabolivar pallens Huber, 2018
- Mesabolivar paraensis (Mello-Leitão, 1947)
- Mesabolivar pau Huber, 2015
- Mesabolivar perezi Huber, 2015
- Mesabolivar pseudoblechroscelis González-Sponga, 1998
- Mesabolivar rudilapsi Machado, Brescovit & Francisco, 2007
- Mesabolivar saci Huber, 2018
- Mesabolivar sai Huber, 2015
- Mesabolivar samatiaguassu Huber, Brescovit & Rheims, 2005
- Mesabolivar sepitus Huber, 2018
- Mesabolivar serrapelada Huber, 2018
- Mesabolivar similis Huber, 2018
- Mesabolivar simoni (Moenkhaus, 1898)
- Mesabolivar spinosus (González-Sponga, 2005)
- Mesabolivar spinulosus (Mello-Leitão, 1939)
- Mesabolivar tabatinga Huber, 2018
- Mesabolivar tamoio Huber, 2015
- Mesabolivar tandilicus (Mello-Leitão, 1940)
- Mesabolivar tapajos Huber, 2018
- Mesabolivar togatus (Keyserling, 1891)
- Mesabolivar turvo Huber, 2018
- Mesabolivar unicornis Huber, 2015
- Mesabolivar uruguayensis Machado, Laborda, Simó & Brescovit, 2013
- Mesabolivar xingu Huber, 2000
- Mesabolivar yucuma Huber, 2018
- Mesabolivar yuruani (Huber, 2000)

## Publication originale
- González-Sponga, 1998 : Arácnidos de Venezuela. Cuatro nuevos géneros y cuatro nuevas especies de la familia Pholcidae Koch, 1850 (Araneae). Memorias de la Sociedad de Ciencias Naturales La Salle, vol. 57, p. 17-31.